# Antigene drift
Antigene drift is het proces waarbij het influenza-virus zich langzaam maar zeker door natuurlijke mutatie van samenstelling wijzigt, waardoor het immuunsysteem van gastheren omzeild wordt. Door antigene drift verandert het virus door de tijd heen van genetische samenstelling. Hierbij kan de samenstelling van de eiwitmantel veranderen in andere typen hemagglutinine of neuraminidase, maar ook de interne RNA-samenstelling.
Zo goed als alle influenzavirussen veranderen nagenoeg jaarlijks. Dit komt doordat influenzavirussen geen mogelijkheid hebben om fouten in hun RNA te controleren of te herstellen. Wanneer een virus een gastcel infecteert, gebruikt het de interne mechanismen in de gastcel om zich te vermenigvuldigen. Er worden dan kopieën van het virus RNA gemaakt, waarbij kopieerfouten kunnen optreden. De nieuwgevormde virussen zijn dan van een andere streng dan het originele virus. Deze nieuwe virusstreng kan dan mensen of dieren infecteren die wel al resistent waren voor de originele streng omdat het immuunsysteem de nieuwe streng niet meer herkent.

## Antigene shift
Antigene drift staat recht tegenover antigene shift, wat doelt op de plotselinge recombinatie van twee of meer bekende strengen influenza in een compleet nieuwe influenzavirus.
Antigene drift vindt plaats in alle typen influenza, zoals influenza A, B en C. Antigene shift echter vindt alleen plaats bij het influenza A-virus, omdat dit virus meer dan alleen mensen kan infecteren. Het kan namelijk ook andere zoogdieren en vogels infecteren, wat influenza A de mogelijkheid geeft om de eiwitmantel grondig te reorganiseren.